# ミネラーリヌィエ・ヴォードィ

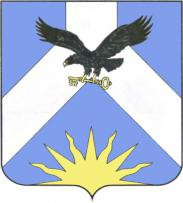
ミネラーリヌィエ・ヴォードィ市の紋章

ミネラーリヌィエ・ヴォードィ（ロシア語: Минера́льные Во́ды（ラテン文字表記：Mineralnye Vody））は、ロシアのスタヴロポリ地方の都市である。人口は7万485人（2021年）。地名の字義は鉱泉（複数形）で、近くに有名な保養地であるカフカース鉱泉があることに因んでいる。1922年から正式名称になった。
クマ川に沿って拓けた町でロストフ・ナ・ドヌに至る北カフカース鉄道や、アゼルバイジャンのバクーに通じる鉄道が停まる交通の要衝である。またカフカース鉱泉への足としてこの地方で最大の国際空港のミネラーリヌィエ・ヴォードィ空港があり、ロシア内外への便がある。
気候は温暖な大陸性気候で、夏は乾燥して暑く、冬は寒さも比較的穏やかである。ただし黒海やカスピ海からは遠いため、沿海部の都市に比べると寒暖差は大きい。

## 歴史

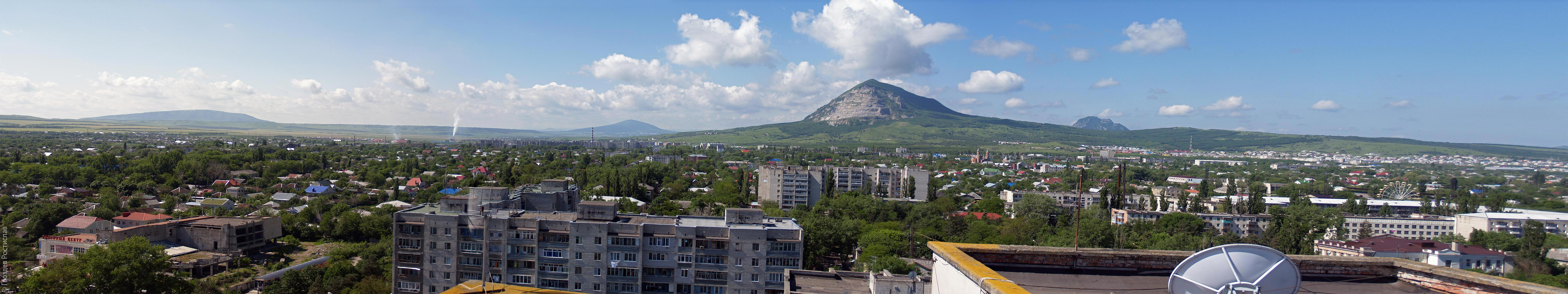
ミネラーリヌィエ・ヴォードィ
市中心部から南を望むパノラマ

1875年に完成したロストフ・ナ・ドヌからウラジカフカスへの鉄道の建設のために、この地に集落が建てられた。鉄道が開通するとこの地には、ピャチゴルスク、キスロヴォツク、エセントゥキ、ジェレズノヴォツクなどの鉱泉・スパリゾート（カフカース鉱泉と総称される）へ向かう観光客のために「ミネラーリヌィエ・ヴォードィ」（鉱泉）という駅が作られた。後にこれらのリゾート都市への支線もここから分岐するようになった。カフカース鉱泉への玄関口であることから「鉱泉」という駅名になったが、この駅の周辺には鉱泉はない。

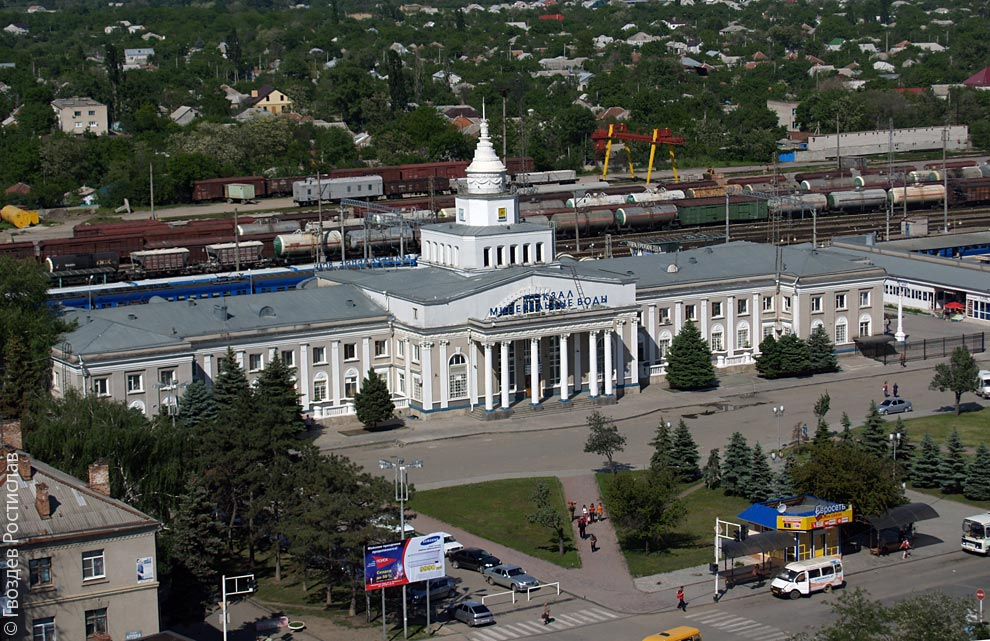
ミネラーリヌィエ・ヴォードィ駅

駅周辺の集落は、ノガイ人のスルタンの所有する土地にあったことからスルタノフスキー（Султановский）と呼ばれたが、当初は人口500人ばかりの小さな集落だった。1898年には近くにガラス工場が作られ、20世紀に入り集落は成長を始めた。1906年にはカフカース総督を務めた貴族で軍人のイラリオン・ヴォロンツォフ＝ダシュコフの栄誉を称えてイラリオノフスキー（Илларионовский）と改名された。
1921年、ロシア内戦が終わると、貴族にちなんだイラリオノフスキーから駅名にちなんだミネラーリヌィエ・ヴォードィに改められ、市となった。当時は人口は14,000人を数えた。1920年代には工場が増え、1925年には旅客用の飛行場も開業し、ミネラーリヌィエ・ヴォードィは交通の要衝として重要になった。
第二次世界大戦の独ソ戦では、バクーの油田への鉄道が通るこの地はドイツ国防軍の激しい攻撃にさらされた。1942年8月から1943年1月までミネラーリヌィエ・ヴォードィはドイツ軍に占領され、この戦争で駅、操車場、工場などの施設や建物はことごとく破壊された。

## 経済・交通
現在のミネラーリヌィエ・ヴォードィは交通の要衝であり産業の中心地でもある。ガラス工場のほかバターなどの食品産業、建材産業、列車修理工場なども操業している。
周辺は農業地帯で、小麦、ライ麦、大麦、ヒマワリ、大豆などが栽培される。
M29幹線道路が通るほか、北カフカース鉄道から周囲のリゾート都市への支線が分かれる乗換駅でもある。ミネラーリヌィエ・ヴォードィ空港からはモスクワ、サンクトペテルブルク、バクーへの便が飛ぶ。

## 出身者
- マリア・リクトラス